# KISS (ラジオ番組)
KISS（キス）は、1983年から1985年までラジオ大阪で放送されていた夜のワイドラジオ番組。
本項では、1983年4月4日から1984年3月30日までの「POP STATION KISS」（ポップステーション キス）と、1984年4月2日から1985年3月28日までの「KISS」と合わせて説明。

## 概要
前番組『OBCヤングラジオ』は、トーク中心の構成の番組であったが、本番組では音楽を前面に打ち出した路線となった。『POP STATION KISS』スタート当初のキャッチコピーは「5人のフレッシュギャルがあなたの夜に、ステキな音楽をお届けします」で、『ミスDJリクエストパレード』（文化放送）や同じ近畿エリアで放送されていた『MBSミスキャンパスDJ』（毎日放送）の後を追って企画された番組と言われており、パーソナリティは全員女性で構成され、うち4人は現役女子大生または大学を卒業して間もないタレントであった。リクエストもはがき、電話などで受け付けていた。また「POP STATION - 」時代は『学園レポートコーナー』が設けられ、現役高校生のレポーターが登場していた。
1984年4月からは男性を入れるなどパーソナリティを大幅に変更してリニューアル、『どっきん!面白天国』が金曜日の夜にスタートしたため本番組は月曜日から木曜日までの放送となった。1984年4月当時は、月曜日・火曜日は毎回ゲストがほぼ全編に亘って出演、水曜日は当時の若者の風俗、流行などに斬り込んで話題とし、木曜日はバラエティというそれぞれの構成だった。横山由美子の出演曜日は、ほぼ毎回1組のアーティストのスペシャルで放送されていた。
『POP STATION KISS』の時にオープニングテーマに使用されていた曲は、ナンシー・シナトラの楽曲『レモンのキッス』。

## パーソナリティ

### ｢POP STATION KISS｣
- 村田香織（月曜日）[5]
- 大谷昌子（火曜日）[5]
- 勝りり子（水曜日）[5]
- 北村正子（木曜日）[5]
- 井上ユカリ（金曜日）[5]

### ｢KISS｣
- 横山由美子（月曜日 → 1984年10月から木曜日）
- 井上ユカリ（火曜日、1984年9月まで）
- 村田香織、タージン（水曜日）
- 斎藤誠（木曜日 → 1984年10月から火曜日）
- 吉川晃司、吉見佑子（1984年10月から月曜日）

## タイムテーブル

### 1983年4月当時[6]
- 塚たん・芳恵のランナウェイ!サウンドレポート（提供：パイオニア　ニッポン放送制作、1983年4月まで）
- 今日の特集
- アメリカン・ラジオステーションHOT3
- 今日のベストスター
- KISS HOT INFORMATION

### 1983年10月当時[7]
- 23:00 - オープニング
- 23:11 - 武田久美子 パイオニア・サウンド・ハイスクール（ニッポン放送制作）
- 23:25 - KISS 今日のHOT3
- 24:00 - サンケイ新聞ニュース・天気予報
- 24:30 - KISS HOT INFORMATION
- 24:40 - KISS 今日の特集